# 昂珀勒爾島
66°48′S 141°23′E / 66.800°S 141.383°E
昂珀勒爾島（Empereur Island），是南極洲的島嶼，位於阿黛利地，處於馬熱里角以北1.6公里、布雷頓島以北，由法國探險隊繪入地圖，現時由南極條約體系管理。